# أغنياء الجحيم (فلم)
أغنياء الجحيم هو فيلم وثائقي تم إنتاجه في الولايات المتحدة وصدر في سنة 2014.

## وصلات خارجية
- أغنياء الجحيم على موقع IMDb (الإنجليزية)
- أغنياء الجحيم على موقع ميتاكريتيك (الإنجليزية)
- أغنياء الجحيم على موقع روتن توميتوز (الإنجليزية)
- أغنياء الجحيم على موقع نتفليكس (الإنجليزية)
- أغنياء الجحيم على موقع أول موفي (الإنجليزية)
- أغنياء الجحيم على موقع بوكس أوفيس موجو (الإنجليزية)
- أغنياء الجحيم على موقع قاعدة بيانات الفيلم (الإنجليزية)
- أغنياء الجحيم على موقع ليتربوكسد (الإنجليزية)
- أغنياء الجحيم على موقع كينوبويسك (الروسية)